# Ligue A 2016-2017 (femminile)
La Ligue A 2016-2017 si è svolta dal 21 ottobre 2016 al 6 maggio 2017: al torneo hanno partecipato dodici squadre di club francesi e la vittoria finale è andata per la prima volta all'ASPTT Mulhouse.

## Regolamento

### Formula
Le squadre hanno disputato un girone all'italiana, con gare di andata e ritorno, per un totale di ventidue giornate; al termine della regular season:
- Le prime otto classificate hanno acceduto ai play-off scudetto, strutturati in quarti di finale, semifinali, entrambe giocate al meglio di due vittorie su tre gare, e finale, giocata in gara unica.
- Le ultime due classificate sono retrocesse in Élite.

### Criteri di classifica
Se il risultato finale è stato di 3-0 o 3-1 sono stati assegnati 3 punti alla squadra vincente e 0 a quella sconfitta, se il risultato finale è stato di 3-2 sono stati assegnati 2 punti alla squadra vincente e 1 a quella sconfitta.
L'ordine del posizionamento in classifica è stato definito in base a:
- Punti;
- Numero di partite vinte;
- Ratio dei set vinti/persi;
- Ratio dei punti realizzati/subiti.

## Squadre partecipanti
Al campionato di Ligue A 2016-17 hanno partecipato dodici squadre: quelle neopromosse dall'Élite sono state il Quimper Volley 29, vincitrice del campionato, e l'Évreux Volley-ball, seconda classificata.
| Club                 | Città               | Palazzetto                             | Stagione precedente                              |
| -------------------- | ------------------- | -------------------------------------- | ------------------------------------------------ |
| Béziers              | Béziers             | Halle Four à Chaux Béziers             | 2ª in Ligue A Quarti di finale play-off scudetto |
| RC Cannes            | Cannes              | Palais des Victoires Cannes            | 1ª in Ligue A Finale play-off scudetto           |
| Évreux               | Évreux              | Gymnase Canada Évreux                  | 2ª in Élite                                      |
| Le Cannet            | Le Cannet           | Gymnase Maillan Le Cannet              | 6ª in Ligue A Quarti di finale play-off scudetto |
| ASPTT Mulhouse       | Mulhouse            | Palais des Sports Mulhouse             | 4ª in Ligue A Quarti di finale play-off scudetto |
| Nantes               | Nantes              | Salle Saint Joseph II Nantes           | 8ª in Ligue A Quarti di finale play-off scudetto |
| Saint-Cloud Paris SF | Parigi              | Gymnase Geo André Parigi               | 3ª in Ligue A Semifinali play-off scudetto       |
| Quimper              | Quimper             | Halle des Sports Quimper               | 1ª in Élite                                      |
| Saint-Raphaël        | Saint-Raphaël       | Salle Pierre Clere Saint-Raphaël       | 7ª in Ligue A Campione di Francia                |
| Terville Florange    | Terville            | Gymnase Municipal de Florange Florange | 9ª in Ligue A                                    |
| Vandœuvre Nancy      | Vandœuvre-lès-Nancy | Parc des Sports Vandœuvre-lès-Nancy    | 10ª in Ligue A                                   |
| Venelles             | Venelles            | Halle des Sports Venelles              | 5ª in Ligue A Semifinali play-off scudetto       |

## Torneo

### Regular season

#### Risultati
| Prima giornata |                             |     |                                   |
|                |                             |     |                                   |
| 21-10          | Le Cannet-Quimper           | 3-1 | 21-25, 25-17, 25-18, 25-17        |
| 21-10          | Vandœuvre-Terville          | 3-0 | 26-24, 25-19, 25-12               |
| 22-10          | Nantes-Mulhouse             | 3-2 | 25-22, 25-19, 26-28, 22-25, 15-8  |
| 22-10          | Saint-Cloud Paris SF-Évreux | 3-2 | 25-18, 24-26, 25-15, 23-25, 15-12 |
| 22-10          | Venelles-Béziers            | 0-3 | 20-25, 15-25, 25-27               |
| 23-10          | Saint-Raphaël-Cannes        | 2-3 | 25-23, 24-26, 25-18, 25-27, 15-17 |

| Seconda giornata |                             |     |                                   |
|                  |                             |     |                                   |
| 28-10            | Cannes-Saint-Cloud Paris SF | 3-0 | 25-20, 27-25, 25-19               |
| 28-10            | Mulhouse-Saint-Raphaël      | 3-2 | 23-25, 23-25, 25-23, 25-20, 15-12 |
| 29-10            | Terville-Venelles           | 1-3 | 25-18, 20-25, 22-25, 18-25        |
| 29-10            | Quimper-Nantes              | 3-0 | 28-26, 25-18, 25-17               |
| 29-10            | Béziers-Le Cannet           | 3-1 | 25-23, 25-21, 21-25, 29-27        |
| 30-10            | Évreux-Vandœuvre            | 3-0 | 25-20, 25-16, 26-24               |

| Terza giornata |                               |     |                                  |
|                |                               |     |                                  |
| 04-11          | Saint-Raphaël-Quimper         | 3-0 | 25-19, 25-20, 25-15              |
| 05-11          | Nantes-Béziers                | 2-3 | 25-20, 25-12, 16-25, 13-25, 7-15 |
| 05-11          | Saint-Cloud Paris SF-Terville | 3-0 | 25-19, 25-15, 25-21              |
| 05-11          | Le Cannet-Évreux              | 3-0 | 25-12, 25-16, 25-22              |
| 05-11          | Vandœuvre-Mulhouse            | 0-3 | 17-25, 20-25, 22-25              |
| 08-11          | Venelles-Cannes               | 3-0 | 25-20, 25-22, 25-17              |

| Quarta giornata |                               |     |                            |
|                 |                               |     |                            |
| 11-11           | Béziers-Saint-Raphaël         | 3-1 | 19-25, 25-5, 25-16, 25-16  |
| 12-11           | Évreux-Nantes                 | 1-3 | 25-12, 19-25, 15-25, 23-25 |
| 12-11           | Terville-Le Cannet            | 0-3 | 20-25, 14-25, 20-25        |
| 12-11           | Cannes-Vandœuvre              | 3-1 | 25-19, 20-25, 25-22, 25-23 |
| 12-11           | Saint-Cloud Paris SF-Venelles | 0-3 | 22-25, 18-25, 22-25        |
| 12-11           | Quimper-Mulhouse              | 0-3 | 17-25, 12-25, 19-25        |

| Quinta giornata |                                |     |                                   |
|                 |                                |     |                                   |
| 18-11           | Le Cannet-Saint-Cloud Paris SF | 2-3 | 20-25, 29-27, 20-25, 25-20, 10-15 |
| 18-11           | Saint-Raphaël-Venelles         | 2-3 | 25-13, 25-15, 22-25, 22-25, 8-15  |
| 18-11           | Vandœuvre-Béziers              | 0-3 | 16-25, 19-25, 24-26               |
| 19-11           | Nantes-Terville                | 3-1 | 25-18, 25-18, 19-25, 25-16        |
| 19-11           | Quimper-Évreux                 | 3-2 | 16-25, 16-25, 25-22, 25-16, 15-11 |
| 30-11           | Mulhouse-Cannes                | 3-2 | 17-25, 25-18, 23-25, 25-16, 15-7  |

| Sesta giornata |                             |     |                                   |
|                |                             |     |                                   |
| 26-11          | Évreux-Saint-Raphaël        | 3-0 | 25-15, 25-11, 25-15               |
| 26-11          | Terville-Quimper            | 1-3 | 34-36, 21-25, 25-19, 20-25        |
| 26-11          | Venelles-Vandœuvre          | 2-3 | 25-20, 25-17, 23-25, 23-25, 10-15 |
| 26-11          | Saint-Cloud Paris SF-Nantes | 2-3 | 19-25, 25-27, 25-22, 25-16, 14-16 |
| 26-11          | Béziers-Mulhouse            | 3-1 | 31-29, 21-25, 26-24, 27-25        |
| 27-11          | Cannes-Le Cannet            | 1-3 | 25-18, 23-25, 20-25, 22-25        |

| Settima giornata |                                |     |                                   |
|                  |                                |     |                                   |
| 02-12            | Quimper-Béziers                | 1-3 | 22-25, 14-25, 25-19, 20-25        |
| 02-12            | Nantes-Cannes                  | 3-2 | 22-25, 25-15, 20-25, 25-20, 15-10 |
| 03-12            | Saint-Raphaël-Terville         | 3-0 | 25-21, 25-16, 29-27               |
| 03-12            | Vandœuvre-Saint-Cloud Paris SF | 0-3 | 21-25, 16-25, 14-25               |
| 03-12            | Le Cannet-Venelles             | 3-0 | 25-19, 25-14, 25-18               |
| 03-12            | Mulhouse-Évreux                | 3-0 | 25-22, 25-17, 25-23               |

| Ottava giornata |                                    |     |                                  |
|                 |                                    |     |                                  |
| 09-12           | Terville-Mulhouse                  | 0-3 | 18-25, 13-25, 20-25              |
| 09-12           | Saint-Cloud Paris SF-Saint-Raphaël | 3-0 | 25-15, 25-13, 25-21              |
| 10-12           | Évreux-Béziers                     | 3-2 | 18-25, 25-21, 18-25, 25-19, 15-8 |
| 10-12           | Venelles-Nantes                    | 0-3 | 21-25, 23-25, 19-25              |
| 10-12           | Cannes-Quimper                     | 3-1 | 25-14, 25-22, 21-25, 25-18       |
| 13-12           | Le Cannet-Vandœuvre                | 3-0 | 25-15, 25-22, 25-23              |

| Nona giornata |                               |     |                                   |
|               |                               |     |                                   |
| 16-12         | Évreux-Terville               | 2-3 | 21-25, 25-9, 22-25, 25-23, 13-15  |
| 16-12         | Quimper-Venelles              | 3-2 | 25-15, 23-25, 24-26, 25-21, 15-12 |
| 16-12         | Nantes-Vandœuvre              | 3-1 | 25-14, 25-21, 22-25, 25-14        |
| 17-12         | Saint-Raphaël-Le Cannet       | 3-2 | 23-25, 25-18, 22-25, 25-19, 19-17 |
| 17-12         | Mulhouse-Saint-Cloud Paris SF | 3-0 | 25-21, 25-19, 25-11               |
| 17-12         | Béziers-Cannes                | 3-2 | 25-16, 20-25, 22-25, 25-17, 15-12 |

| Decima giornata |                              |     |                                   |
|                 |                              |     |                                   |
| 28-12           | Le Cannet-Nantes             | 3-2 | 24-26, 12-25, 25-21, 25-21, 15-11 |
| 28-12           | Venelles-Mulhouse            | 1-3 | 20-25, 19-25, 25-23, 20-25        |
| 28-12           | Saint-Cloud Paris SF-Quimper | 3-0 | 25-17, 25-21, 25-18               |
| 28-12           | Terville-Béziers             | 0-3 | 22-25, 23-25, 20-25               |
| 28-12           | Vandœuvre-Saint-Raphaël      | 1-3 | 18-25, 17-25, 25-18, 24-26        |
| 28-12           | Cannes-Évreux                | 1-3 | 25-20, 24-26, 23-25, 23-25        |

| Undicesima giornata |                              |     |                            |
|                     |                              |     |                            |
| 06-01               | Terville-Cannes              | 0-3 | 18-25, 22-25, 17-25        |
| 06-01               | Mulhouse-Le Cannet           | 3-1 | 26-24, 21-25, 25-15, 25-21 |
| 07-01               | Évreux-Venelles              | 1-3 | 18-25, 22-25, 25-14, 23-25 |
| 07-01               | Nantes-Saint-Raphaël         | 3-1 | 25-23, 21-25, 25-19, 25-14 |
| 07-01               | Béziers-Saint-Cloud Paris SF | 3-0 | 25-23, 25-22, 25-17        |
| 08-01               | Quimper-Vandœuvre            | 1-3 | 26-24, 18-25, 17-25, 14-25 |

| Dodicesima giornata |                             |     |                                  |
|                     |                             |     |                                  |
| 13-01               | Venelles-Terville           | 3-1 | 24-26, 25-20, 25-19, 25-21       |
| 13-01               | Vandœuvre-Évreux            | 3-0 | 25-16, 27-25, 25-22              |
| 13-01               | Saint-Cloud Paris SF-Cannes | 0-3 | 23-25, 14-25, 18-25              |
| 14-01               | Nantes-Quimper              | 3-1 | 25-18, 25-27, 29-27, 25-19       |
| 15-01               | Saint-Raphaël-Mulhouse      | 1-3 | 16-25, 16-25, 25-16, 25-27       |
| 16-01               | Le Cannet-Béziers           | 2-3 | 25-9, 29-27, 24-26, 21-25, 13-15 |

| Tredicesima giornata |                               |     |                                   |
|                      |                               |     |                                   |
| 19-01                | Cannes-Venelles               | 3-0 | 25-21, 26-24, 25-16               |
| 20-01                | Béziers-Nantes                | 1-3 | 21-25, 25-21, 18-25, 20-25        |
| 21-01                | Terville-Saint-Cloud Paris SF | 2-3 | 20-25, 25-23, 22-25, 25-21, 12-15 |
| 21-01                | Mulhouse-Vandœuvre            | 3-1 | 26-28, 25-17, 25-14, 25-20        |
| 21-01                | Quimper-Saint-Raphaël         | 2-3 | 25-23, 15-25, 15-25, 25-20, 6-15  |
| 22-01                | Évreux-Le Cannet              | 0-3 | 23-25, 16-25, 18-25               |

| Quattordicesima giornata |                               |     |                                   |
|                          |                               |     |                                   |
| 27-01                    | Nantes-Évreux                 | 3-1 | 25-23, 25-18, 18-25, 25-12        |
| 27-01                    | Mulhouse-Quimper              | 3-0 | 26-24, 25-14, 25-18               |
| 28-01                    | Saint-Raphaël-Béziers         | 3-2 | 20-25, 14-25, 26-24, 25-18, 15-11 |
| 28-01                    | Le Cannet-Terville            | 3-1 | 25-21, 25-23, 23-25, 25-23        |
| 28-01                    | Venelles-Saint-Cloud Paris SF | 2-3 | 25-23, 23-25, 25-23, 22-25, 9-15  |
| 28-01                    | Vandœuvre-Cannes              | 2-3 | 18-25, 25-20, 22-25, 25-17, 13-15 |

| Quindicesima giornata |                                |     |                                   |
|                       |                                |     |                                   |
| 03-02                 | Cannes-Mulhouse                | 2-3 | 25-22, 21-25, 25-23, 17-25, 15-17 |
| 04-02                 | Évreux-Quimper                 | 3-2 | 25-21, 16-25, 25-22, 23-25, 15-8  |
| 04-02                 | Saint-Cloud Paris SF-Le Cannet | 1-3 | 25-18, 14-25, 18-25, 19-25        |
| 04-02                 | Venelles-Saint-Raphaël         | 3-0 | 25-23, 25-22, 25-17               |
| 04-02                 | Béziers-Vandœuvre              | 3-1 | 25-21, 22-25, 25-17, 25-19        |
| 05-02                 | Terville-Nantes                | 0-3 | 16-25, 18-25, 21-25               |

| Sedicesima giornata |                             |     |                                   |
|                     |                             |     |                                   |
| 10-02               | Quimper-Terville            | 3-2 | 25-15, 19-25, 25-20, 18-25, 15-13 |
| 11-02               | Vandœuvre-Venelles          | 3-1 | 25-23, 25-21, 23-25, 25-18        |
| 11-02               | Mulhouse-Béziers            | 3-1 | 25-21, 23-25, 25-16, 25-23        |
| 11-02               | Nantes-Saint-Cloud Paris SF | 2-3 | 25-18, 25-21, 21-25, 20-25, 7-15  |
| 11-02               | Le Cannet-Cannes            | 1-3 | 26-28, 25-21, 25-27, 19-25        |
| 12-02               | Saint-Raphaël-Évreux        | 3-0 | 25-16, 25-14, 30-28               |

| Diciassettesima giornata |                                |     |                                   |
|                          |                                |     |                                   |
| 17-02                    | Évreux-Mulhouse                | 0-3 | 25-27, 22-25, 22-25               |
| 17-02                    | Béziers-Quimper                | 3-1 | 25-18, 16-25, 25-15, 25-13        |
| 18-02                    | Cannes-Nantes                  | 2-3 | 25-20, 25-27, 25-22, 17-25, 13-15 |
| 18-02                    | Terville-Saint-Raphaël         | 1-3 | 23-25, 25-23, 24-26, 18-25        |
| 18-02                    | Saint-Cloud Paris SF-Vandœuvre | 3-2 | 22-25, 25-23, 25-27, 25-22, 16-14 |
| 19-02                    | Venelles-Le Cannet             | 0-3 | 25-27, 28-30, 20-25               |

| Diciottesima giornata |                                    |     |                                   |
|                       |                                    |     |                                   |
| 24-02                 | Nantes-Venelles                    | 3-0 | 27-25, 25-14, 25-23               |
| 24-02                 | Vandœuvre-Le Cannet                | 1-3 | 17-25, 19-25, 25-23, 19-25        |
| 25-02                 | Saint-Raphaël-Saint-Cloud Paris SF | 3-2 | 20-25, 28-30, 25-16, 25-14, 15-12 |
| 25-02                 | Quimper-Cannes                     | 1-3 | 17-25, 13-25, 27-25, 12-25        |
| 25-02                 | Mulhouse-Terville                  | 3-0 | 25-21, 25-16, 25-18               |
| 26-02                 | Béziers-Évreux                     | 3-2 | 17-25, 25-20, 13-25, 25-22, 15-11 |

| Diciannovesima giornata |                               |     |                            |
|                         |                               |     |                            |
| 03-03                   | Saint-Cloud Paris SF-Mulhouse | 1-3 | 25-20, 22-25, 17-25, 18-25 |
| 03-03                   | Cannes-Béziers                | 3-0 | 25-19, 25-22, 26-24        |
| 04-03                   | Terville-Évreux               | 0-3 | 17-25, 17-25, 25-27        |
| 04-03                   | Venelles-Quimper              | 3-1 | 25-22, 25-15, 25-27, 25-21 |
| 04-03                   | Le Cannet-Saint-Raphaël       | 3-0 | 25-13, 25-23, 25-16        |
| 05-03                   | Vandœuvre-Nantes              | 3-1 | 25-21, 17-25, 25-19, 25-23 |

| Ventesima giornata |                              |     |                                   |
|                    |                              |     |                                   |
| 17-03              | Nantes-Le Cannet             | 0-3 | 22-25, 19-25, 20-25               |
| 17-03              | Mulhouse-Venelles            | 3-0 | 25-16, 25-15, 26-24               |
| 18-03              | Évreux-Cannes                | 2-3 | 22-25, 25-20, 18-25, 25-20, 17-19 |
| 18-03              | Saint-Raphaël-Vandœuvre      | 3-0 | 25-17, 25-21, 25-15               |
| 18-03              | Quimper-Saint-Cloud Paris SF | 3-1 | 20-25, 25-15, 25-21, 25-21        |
| 18-03              | Béziers-Terville             | 3-1 | 22-25, 25-19, 25-21, 25-14        |

| Ventunesima giornata |                              |     |                                   |
|                      |                              |     |                                   |
| 24-03                | Saint-Cloud Paris SF-Béziers | 0-3 | 16-25, 18-25, 16-25               |
| 25-03                | Le Cannet-Mulhouse           | 3-0 | 25-21, 25-23, 25-23               |
| 25-03                | Saint-Raphaël-Nantes         | 3-2 | 25-19, 22-25, 21-25, 25-19, 15-13 |
| 25-03                | Cannes-Terville              | 3-0 | 25-22, 25-15, 26-24               |
| 25-03                | Venelles-Évreux              | 3-1 | 25-20, 25-22, 23-25, 25-20        |
| 25-03                | Vandœuvre-Quimper            | 3-2 | 25-16, 21-25, 25-18, 20-25, 15-13 |

| Ventiduesima giornata |                             |     |                                   |
|                       |                             |     |                                   |
| 01-04                 | Béziers-Venelles            | 3-0 | 25-20, 25-16, 25-22               |
| 01-04                 | Évreux-Saint-Cloud Paris SF | 3-0 | 25-19, 25-11, 29-27               |
| 01-04                 | Mulhouse-Nantes             | 1-3 | 25-21, 19-25, 22-25, 23-25        |
| 01-04                 | Quimper-Le Cannet           | 1-3 | 25-22, 12-25, 19-25, 22-25        |
| 01-04                 | Terville-Vandœuvre          | 3-0 | 25-17, 26-24, 25-21               |
| 01-04                 | Cannes-Saint-Raphaël        | 3-2 | 20-25, 23-25, 25-23, 25-22, 15-11 |

#### Classifica
| Pos. | Squadra              | Pt | G  | V  | P  | SV | SP | Ratio | PF    | PS    | Ratio |
| ---- | -------------------- | -- | -- | -- | -- | -- | -- | ----- | ----- | ----- | ----- |
| 1.   | ASPTT Mulhouse       | 52 | 22 | 18 | 4  | 58 | 24 | 2.417 | 1 950 | 1 691 | 1.153 |
| 2.   | Le Cannet            | 50 | 22 | 16 | 6  | 57 | 26 | 2.192 | 1 954 | 1 748 | 1.118 |
| 3.   | Béziers              | 49 | 22 | 17 | 5  | 57 | 30 | 1.900 | 1 967 | 1 795 | 1.096 |
| 4.   | Nantes               | 45 | 22 | 15 | 7  | 54 | 37 | 1.459 | 2 024 | 1 901 | 1.065 |
| 5.   | RC Cannes            | 43 | 22 | 14 | 8  | 54 | 36 | 1.500 | 2 010 | 1 929 | 1.042 |
| 6.   | Saint-Raphaël        | 32 | 22 | 11 | 11 | 44 | 45 | 0.978 | 1 901 | 1 900 | 1.001 |
| 7.   | Venelles             | 29 | 22 | 9  | 13 | 35 | 46 | 0.761 | 1 760 | 1 850 | 0.951 |
| 8.   | Saint-Cloud Paris SF | 26 | 22 | 10 | 12 | 37 | 48 | 0.771 | 1 807 | 1 861 | 0.971 |
| 9.   | Évreux               | 24 | 22 | 7  | 15 | 35 | 50 | 0.700 | 1 813 | 1 847 | 0.982 |
| 10.  | Vandœuvre Nancy      | 21 | 22 | 7  | 15 | 31 | 52 | 0.596 | 1 756 | 1 896 | 0.926 |
| 11.  | Quimper              | 18 | 22 | 6  | 16 | 33 | 56 | 0.589 | 1 793 | 2 035 | 0.881 |
| 12.  | Terville Florange    | 7  | 22 | 2  | 20 | 17 | 62 | 0.274 | 1 615 | 1 897 | 0.851 |

| Qualificata ai play-off scudetto | Retrocessa in Élite |

### Play-off scudetto

#### Tabellone
|  | Quarti di finale | Quarti di finale     | Quarti di finale     | Quarti di finale | Quarti di finale |  |  | Semifinali     | Semifinali     | Semifinali | Semifinali | Semifinali |  |  | Finale         | Finale         | Finale |  |
|  |                  |                      |                      |                  |                  |  |  |                |                |            |            |            |  |  |                |                |        |  |
|  | 1                | ASPTT Mulhouse       | ASPTT Mulhouse       | 3                | 3                |  |  |                |                |            |            |            |  |  |                |                |        |  |
|  | 8                | Saint-Cloud Paris SF | Saint-Cloud Paris SF | 0                | 0                |  |  | ASPTT Mulhouse | ASPTT Mulhouse | 3          | 2          | 3          |  |  |                |                |        |  |
|  | 4                | Nantes               | Nantes               | 2                | 1                |  |  | RC Cannes      | RC Cannes      | 2          | 3          | 0          |  |  |                |                |        |  |
|  | 5                | RC Cannes            | RC Cannes            | 3                | 3                |  |  |                |                |            |            |            |  |  | ASPTT Mulhouse | ASPTT Mulhouse | 3      |  |
|  | 2                | Le Cannet            | Le Cannet            | 3                | 3                |  |  |                |                | Le Cannet  | Le Cannet  | 2          |  |  |                |                |        |  |
|  | 7                | Venelles             | Venelles             | 1                | 1                |  |  | Le Cannet      | Le Cannet      | 3          | 1          | 3          |  |  |                |                |        |  |
|  | 3                | Béziers              | 1                    | 3                | 0                |  |  | Saint-Raphaël  | Saint-Raphaël  | 2          | 3          | 0          |  |  |                |                |        |  |
|  | 6                | Saint-Raphaël        | 3                    | 2                | 3                |  |  |                |                |            |            |            |  |  |                |                |        |  |

#### Risultati
| Quarti di finale |                               |     |                                   |
|                  |                               |     |                                   |
| 08-04            | Mulhouse-Saint-Cloud Paris SF | 3-0 | 25-18, 25-18, 25-20               |
| 08-04            | Le Cannet-Venelles            | 3-2 | 19-25, 20-25, 25-12, 25-23, 15-10 |
| 08-04            | Nantes-Cannes                 | 2-3 | 25-21, 25-20, 25-27, 19-25, 8-15  |
| 08-04            | Béziers-Saint-Raphaël         | 1-3 | 25-18, 22-25, 21-25, 18-25        |

| 12-04 | Cannes-Nantes                 | 3-1 | 22-25, 25-23, 25-17, 26-24        |
| 12-04 | Saint-Cloud Paris SF-Mulhouse | 0-3 | 15-25, 20-25, 21-25               |
| 12-04 | Venelles-Le Cannet            | 1-3 | 22-25, 18-25, 25-19, 22-25        |
| 12-04 | Saint-Raphaël-Béziers         | 2-3 | 22-25, 25-20, 25-22, 15-25, 12-15 |

| 15-04 | Béziers-Saint-Raphaël | 0-3 | 20-25, 17-25, 14-25 |

| Semifinali |                         |     |                                   |
|            |                         |     |                                   |
| 22-04      | Le Cannet-Saint-Raphaël | 3-2 | 23-25, 25-19, 23-25, 26-24, 15-12 |
| 22-04      | Mulhouse-Cannes         | 3-2 | 23-25, 25-15, 25-23, 23-25, 15-12 |

| 26-04 | Saint-Raphaël-Le Cannet | 3-1 | 27-25, 25-19, 20-25, 26-24        |
| 26-04 | Cannes-Mulhouse         | 3-2 | 15-25, 24-26, 25-18, 25-22, 15-11 |

| 29-04 | Mulhouse-Cannes         | 3-0 | 25-20, 25-22, 29-27 |
| 29-04 | Le Cannet-Saint-Raphaël | 3-0 | 26-24, 25-22, 25-16 |

| Finale |                    |     |                                  |
|        |                    |     |                                  |
| 06-05  | Mulhouse-Le Cannet | 3-2 | 25-18, 17-25, 23-25, 36-34, 15-9 |

## Verdetti
| Squadra           | Qualificazione           |
| ----------------- | ------------------------ |
| ASPTT Mulhouse    | Champions League 2017-18 |
| Le Cannet         | Champions League 2017-18 |
| Béziers           | Coppa CEV 2017-18        |
| Venelles          | Coppa CEV 2017-18        |
| Nantes            | Challenge Cup 2017-18    |
| Terville Florange | Élite 2017-18            |
| Quimper           | Élite 2017-18            |

## Premi individuali
| Premio                 | Nome              | Squadra        |
| ---------------------- | ----------------- | -------------- |
| MVP                    | Isabelle Haak     | Béziers        |
| Miglior palleggiatrice | Athīna Papafōtiou | ASPTT Mulhouse |
| Miglior opposto        | Isabelle Haak     | Béziers        |
| Miglior schiacciatrice | Daly Santana      | ASPTT Mulhouse |
| Miglior centrale       | Ciara Michel      | Saint-Raphaël  |
| Miglior libero         | Kotoki Zayasu     | RC Cannes      |
| Miglior allenatore     | Magali Magail     | ASPTT Mulhouse |

## Statistiche
| Rendimento individuale | Rendimento individuale | Rendimento individuale | Rendimento individuale |
| Pos.                   | Nome                   | Punti                  | Squadra                |
| ---------------------- | ---------------------- | ---------------------- | ---------------------- |
| 1                      | Isabelle Haak          | 531                    | Béziers                |
| 2                      | Hana Čutura            | 410                    | Nantes                 |
| 3                      | Daly Santana           | 393                    | ASPTT Mulhouse         |
| 4                      | Alexandra Lazić        | 376                    | Le Cannet              |
| 5                      | Shirley Ferrer         | 358                    | Venelles               |
| 6                      | Liesbet Vindevoghel    | 342                    | Saint-Raphaël          |
| 7                      | Ágnes Pallag           | 338                    | Vandœuvre Nancy        |
| 8                      | Alexandra Dascalu      | 327                    | Saint-Cloud Paris SF   |
| 9                      | Ludmilla Lican         | 320                    | Terville Florange      |
| 10                     | Ol'ha Savenčuk         | 305                    | RC Cannes              |

| Attacchi vincenti | Attacchi vincenti   | Attacchi vincenti | Attacchi vincenti    |
| Pos.              | Nome                | Punti             | Squadra              |
| ----------------- | ------------------- | ----------------- | -------------------- |
| 1                 | Isabelle Haak       | 443               | Béziers              |
| 2                 | Hana Čutura         | 366               | Nantes               |
| 3                 | Daly Santana        | 348               | ASPTT Mulhouse       |
| 4                 | Shirley Ferrer      | 323               | Venelles             |
| 5                 | Alexandra Lazić     | 320               | Le Cannet            |
| 6                 | Ágnes Pallag        | 300               | Vandœuvre Nancy      |
| 7                 | Ludmilla Lican      | 294               | Terville Florange    |
| 8                 | Liesbet Vindevoghel | 285               | Saint-Raphaël        |
| 9                 | Alexandra Dascalu   | 276               | Saint-Cloud Paris SF |
| 10                | Ol'ha Savenčuk      | 259               | RC Cannes            |

| Muri vincenti | Muri vincenti       | Muri vincenti | Muri vincenti     |
| Pos.          | Nome                | Punti         | Squadra           |
| ------------- | ------------------- | ------------- | ----------------- |
| 1             | Myriam Kloster      | 60            | RC Cannes         |
| 2             | Michaela Abrhámová  | 59            | Saint-Raphaël     |
| 3             | Yulia Ferulik       | 54            | Évreux            |
| 4             | Laura Pihlajamäki   | 52            | Nantes            |
| 5             | Marion Gauthier-Rat | 51            | Nantes            |
| 5             | Tamara Matos        | 51            | Venelles          |
| 7             | Marie-Sophie Nadeau | 50            | Évreux            |
| 7             | Mariam Sidibé       | 50            | Terville Florange |
| 7             | Mira Todorova       | 50            | Le Cannet         |
| 7             | Liesbet Vindevoghel | 50            | Saint-Raphaël     |

| Battute vincenti | Battute vincenti  | Battute vincenti | Battute vincenti     |
| Pos.             | Nome              | Punti            | Squadra              |
| ---------------- | ----------------- | ---------------- | -------------------- |
| 1                | Isabelle Haak     | 39               | Béziers              |
| 2                | Athīna Papafōtiou | 33               | ASPTT Mulhouse       |
| 3                | Laura Pihlajamäki | 32               | Nantes               |
| 4                | Anna Kajalina     | 29               | Saint-Raphaël        |
| 5                | Gergana Dimitrova | 27               | RC Cannes            |
| 6                | Alexandra Dascalu | 24               | Saint-Cloud Paris SF |
| 7                | Mariana de Aquino | 23               | RC Cannes            |
| 8                | Daly Santana      | 21               | ASPTT Mulhouse       |
| 9                | Yaremis Mendaro   | 19               | Quimper              |
| 9                | Ágnes Pallag      | 19               | Vandœuvre Nancy      |

NB: I dati sono riferiti esclusivamente alla regular season.